# Marc Caro
Pour les articles homonymes, voir Caro.
 (janvier 2019).
Si vous disposez d'ouvrages ou d'articles de référence ou si vous connaissez des sites web de qualité traitant du thème abordé ici, merci de compléter l'article en donnant les références utiles à sa vérifiabilité et en les liant à la section « Notes et références ».
Marc Caro, né le 2 avril 1956 à Nantes, est un réalisateur et directeur artistique français.

## Biographie
Durant les années 1970, il publie des bandes dessinées dans Métal hurlant, Fluide glacial, Charlie Mensuel et L'Écho des savanes. En 1974, il rencontre Jean-Pierre Jeunet au Festival international du film d'animation d'Annecy, avec qui il réalise de nombreux courts, un clip et des longs métrages (Delicatessen et La Cité des enfants perdus).
Durant les années 1980, il dirige un groupe de musique industrielle nommé Parazite.
Il aide durant les années 1990 à la direction artistique de certains films, fait l'acteur, réalise des pubs et plusieurs courts-métrages.
En 2008, il réalise son premier long-métrage en solo, Dante 01 avec Lambert Wilson.
Son projet suivant est un documentaire sur la technologie au Japon qui est intitulé Astroboy à Roboland.
En avril 2010, il obtient l'aide à l’écriture du CNC pour un long-métrage, Le Terrier. Ce film n'a, à ce jour, jamais été réalisé.
En 2021, il fait partie du jury du Festival Films Courts de Dinan à l'occasion des trente ans de Delicatessen. Il retrouve une partie de l'équipe du film : son co-réalisateur Jean-Pierre Jeunet, la productrice Claudie Ossard, et l'acteur Jean-Claude Dreyfus.

### Œuvre et style
Dans certains de ses films, il utilise de la musique industrielle comme bande sonore, comme pour le film Le Bunker de la dernière rafale.

## Filmographie
Sauf indication contraire, les informations mentionnées dans cette section peuvent être confirmées par les bases de données cinématographiques IMDb et Allociné,  présentes dans la section « Liens externes ».

### Réalisateur

#### Longs métrages
- 1991 : Delicatessen - coréalisé avec Jean-Pierre Jeunet
- 1995 : La Cité des enfants perdus - coréalisé avec Jean-Pierre Jeunet
- 2008 : Dante 01

#### Courts et moyens métrages
- 1978 : L'Évasion (court métrage) - coréalisé avec Jean-Pierre Jeunet
- 1980 : Le Manège (court métrage) - coréalisé avec Jean-Pierre Jeunet
- 1981 : Le Bunker de la dernière rafale (court métrage de 26 minutes) - coréalisé avec Jean-Pierre Jeunet)
- 1984 : Maître Cube (court métrage de 4 minutes)
- 1984 : Etc… (court métrage de 4 minutes)
- 1985 : Rude Raid (court métrage de 13 minutes)
- 1987 : La concierge est dans l'escalier (court métrage)
- 1987 : Le Défilé (court métrage de 4 minutes, sur une chorégraphie de Régine Chopinot, avec des costumes de Jean-Paul Gaultier)
- 1988 : Méliès 88 : Le topologue (court métrage de 2 minutes, d'après une histoire de Georges Méliès)
- 1989 : Le Cirque Conférence (court métrage de 4 minutes)
- 1993 : KO Kid (court métrage)
- 1996 : Les Cyclopodes (court métrage de 4 minutes)
- 1996 : LSDead (court métrage de 3 minutes)
- 1997 : Touentiouane (court métrage de 3 minutes)
- 1998 : Exercice of Steel (court métrage de 4 minutes, réalisé dans le cadre d'une campagne de prévention contre le Sida)
- 2011 : Astroboy à Roboland (moyen métrage documentaire)
- 2018 : Looop (court métrage)

#### Clips
- 1985 : Zoolook de Jean-Michel Jarre - coréalisé avec Jean-Pierre Jeunet
- 1987 : Les Tzars du groupe Indochine
- 1993 : Savoure le rouge du groupe Indochine
- 1998 : Coloured City de Laurent Garnier

### Scénariste
- 1981 : Le Bunker de la dernière rafale (court métrage) de lui-même et Jean-Pierre Jeunet - coécrit avec Gilles Adrien et Jean-Pierre Jeunet
- 1984 : Pas de repos pour Billy Brakko (court métrage) de Jean-Pierre Jeunet - coécrit avec Jean-Pierre Jeunet
- 1991 : Delicatessen de lui-même et Jean-Pierre Jeunet - coécrit avec Gilles Adrien et Jean-Pierre Jeunet
- 1993 : KO Kid (court métrage) de lui-même
- 1995 : La Cité des enfants perdus de lui-même et Jean-Pierre Jeunet - coécrit avec Gilles Adrien et Jean-Pierre Jeunet
- 1998 : Exercice of Steel (court métrage) de lui-même
- 2018 : Looop (court métrage) de lui-même

### Acteur
- 1981 : Le Bunker de la dernière rafale (court métrage) de lui-même et Jean-Pierre Jeunet
- 1984 : Pas de repos pour Billy Brakko (court métrage) de Jean-Pierre Jeunet
- 1991 : Delicatessen de lui-même et Jean-Pierre Jeunet : Fox
- 1995 : La Cité des enfants perdus de lui-même et Jean-Pierre Jeunet : frère Ange-Joseph
- 1995 : Temps mort autour de Caro & Jeunet (court métrage de 1 minute) d'Emmanuel Carlier
- 1996 : Je suis ton châtiment (court métrage de 7 minutes) de Guillaume Bréaud
- 1996 : Le Dernier Chaperon rouge (court métrage de 26 minutes) de Jan Kounen : le monstre
- 1997 : Dobermann de Jan Kounen : le flic mitrailleur miraculé
- 2002 : Traitement de substitution n° 4 de Kiki Picasso

### Direction artistique et autres activités artistiques
- 1991 : Delicatessen de lui-même et Jean-Pierre Jeunet - directeur artistique et storyboard
- 1994 : Vibroboy (court métrage) de Jan Kounen - character designer
- 1995 : La Cité des enfants perdus - directeur artistique
- 1996 : Le Dernier Chaperon rouge (court métrage) de Jan Kounen - character designer
- 1997 : Alien, la résurrection, de Jean-Pierre Jeunet
- 2001 : Vidocq de Pitof - character designer
- 2004 : Blueberry, l'expérience secrète de Jan Kounen - design de l'alphabet hiéroglyphique
- 2010 : Enter the Void de Gaspar Noé - superviseur artistique

### Compositeur
- 2018 : Looop (court métrage) de lui-même

## Bandes dessinées
- Rock comptines, scénarisé par Igwal, co-dessiné avec Phil Casoar, Le Dernier Terrain vague, 1980  (ISBN 2-86219-015-2)
- Tot (scénario et dessin), Le Dernier Terrain vague, 1981  (ISBN 2-86219-019-5)
- Le Bunker de la dernière rafale, co-scénarisé et co-dessiné avec Jean-Pierre Jeunet, Les Humanoïdes Associés, coll. « Autodafé », 1982  (ISBN 2-7316-0182-5)
- In Vitro (scénario, dessin et couleurs), Hoëbeke, 1987  (ISBN 2-905292-09-1)
- Miss Come Back (scénario), dessin d'Hugues Barthe, Le Cycliste, 2006  (ISBN 978-2-912249-79-1)
- Contrapunktiques (scénario, dessin et couleurs), L'Association, coll. « Éperluette », 2007  (ISBN 978-2-84414-209-2)

## Autres illustrations
Jeu de cartes :
- Tarot Caro, Le Dernier Cri, 2013[4]

Puzzle :
- U.S.S.R., puzzle de 1000 pièces, Les Puzzles du poulpe, 2021[5]

## Distinctions
Sauf indication contraire, les informations mentionnées dans cette section peuvent être confirmées par les bases de données cinématographiques IMDb et Allociné,  présentes dans la section « Liens externes ».
- César 1981 : César du meilleur court-métrage d'animation pour Le Manège
- Prix de l'aide à la création de la Fondation Gan pour le cinéma 1990 pour Delicatessen
- César 1992 : César de la meilleure première œuvre et César du meilleur scénario original ou adaptation pour Delicatessen

## Expositions
- Caro/Jeunet, Halle Saint-Pierre, Paris, 7 septembre 2017 au 31 juillet 2018
- Caro/Jeunet, Musée Miniature et Cinéma, Lyon, 13 octobre 2018 au 5 mai 2019